# Алмазна труба
«Алмазна труба» — науково-фантастичне оповідання Івана Єфремова (1944).

## Сюжет
Розповідь про геологів, які розвідують підземні запаси Східного Сибіру та виявляють родовища алмазів за слідами розпаду корінних порід.

## Реальність
1954 року, всього за 300 км на південь від описаних в оповіданні місць, відкрито перше якутське родовище алмазів — трубка «Зарниця».